# TV FUN
TV FUN（テレビ ファン）は、トミー工業（現・タカラトミー）が発売していた家庭向けテレビゲームシリーズ。

## 概要
トミー工業が1970年代に発売していた第一世代のテレビゲームシリーズ。ハードウェアは全て沖電気との共同開発。
同時期にテレビゲームシリーズを展開していたバンダイの『TV JACK』とは、一部で同じLSIチップの供給を受けており、その為ゲーム内容が重複するモデルが存在する。

## 製品ラインナップ
TV FUN 301
専門誌やカタログなどで告知されていたが、実際には発売されなかったモデル。予定価格22,000円。同型機種がその後、日幸信販より『テレビゲームModel213V』として販売された。
TV FUN 401
1977年発売。本体価格18,000円。木目調の筐体にモノクロで4種類のゲームを内蔵。18,000円の価格設定は、発売当時では最も廉価なゲーム機となった。LSIはゼネラル・インスツルメンツ社のAY-3-8500-1を使用。
TV FUN 501
1977年発売。本体価格12,000円。カラーで3種類のゲームを内蔵。ラケットの大きさを3段階で変更可能。ACアダプタを標準添付させることで乾電池を不要とした。LSIはナショナル セミコンダクター社のMM57100を使用。
TV FUN 601
1977年9月発売。本体価格9,800円。TV FUN 501の機能をそのままに、本体を小型化させて1万円を切る価格設定でリニューアルした製品。色違いで茶色と白の2種類の本体がある。井村屋のキャンペーン景品に起用された。
TV FUN 602
1977年9月発売。本体価格12,800円。TV FUN 601の姉妹機で、ダブルスを増やして内蔵ゲームを6種類とし、本体直付けのパドル2つの他に外付けの2つのパドルを付けて4人プレイを可能とした。後期モデルは本体の形状を変更してTV FUN 601と異なるデザインとなっている。
TV FUN 701
1977年9月発売。本体価格16,000円。グリッドボールやバスケットボールを加えてカラーで8種類のボールゲームを内蔵。コントローラに8方向のアナログスティックを採用し、ラケットが8方向に動かせるようになっている。LSIはゼネラル・インスツルメンツ社のAY-3-8600-1を使用しており、同じLSIを使用したバンダイの『TV JACK 1500』と同一の内容となっている。
TV FUN 801
1977年9月発売。本体価格18,000円。TV FUN 602と同様のボールゲームに射撃ゲームを追加。外付けの2つのパドルが筒状になっているのが特長。射撃ゲーム用の光線銃も付属。本体はTV FUN 401と同じ筐体となっている。
TV FUN 901 スタントサイクル
1978年発売。本体価格18,000円。カラーで4種類のボールゲームの他にモトクロスなどのスタントゲームを内蔵。外付けでスロットルの付いたバイクコントローラが付属する。スタントサイクル部分はバンダイの『TV JACK アドオン5000』用ゲームカセット『スタントサイクル』と同じ内容である。ボールゲームを省略したTV FUN 902も発売された。

## 周辺機器

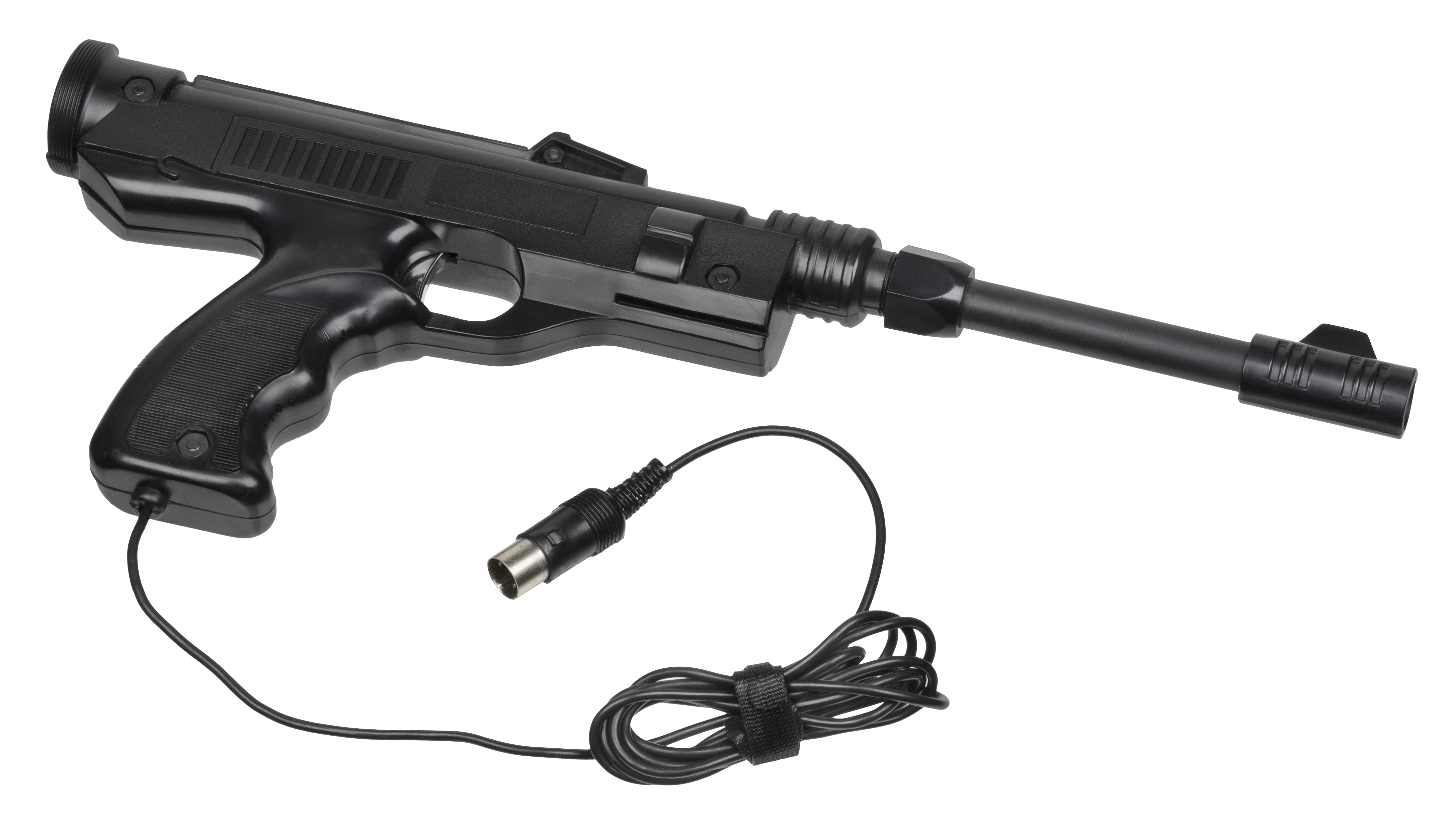
ライトガン

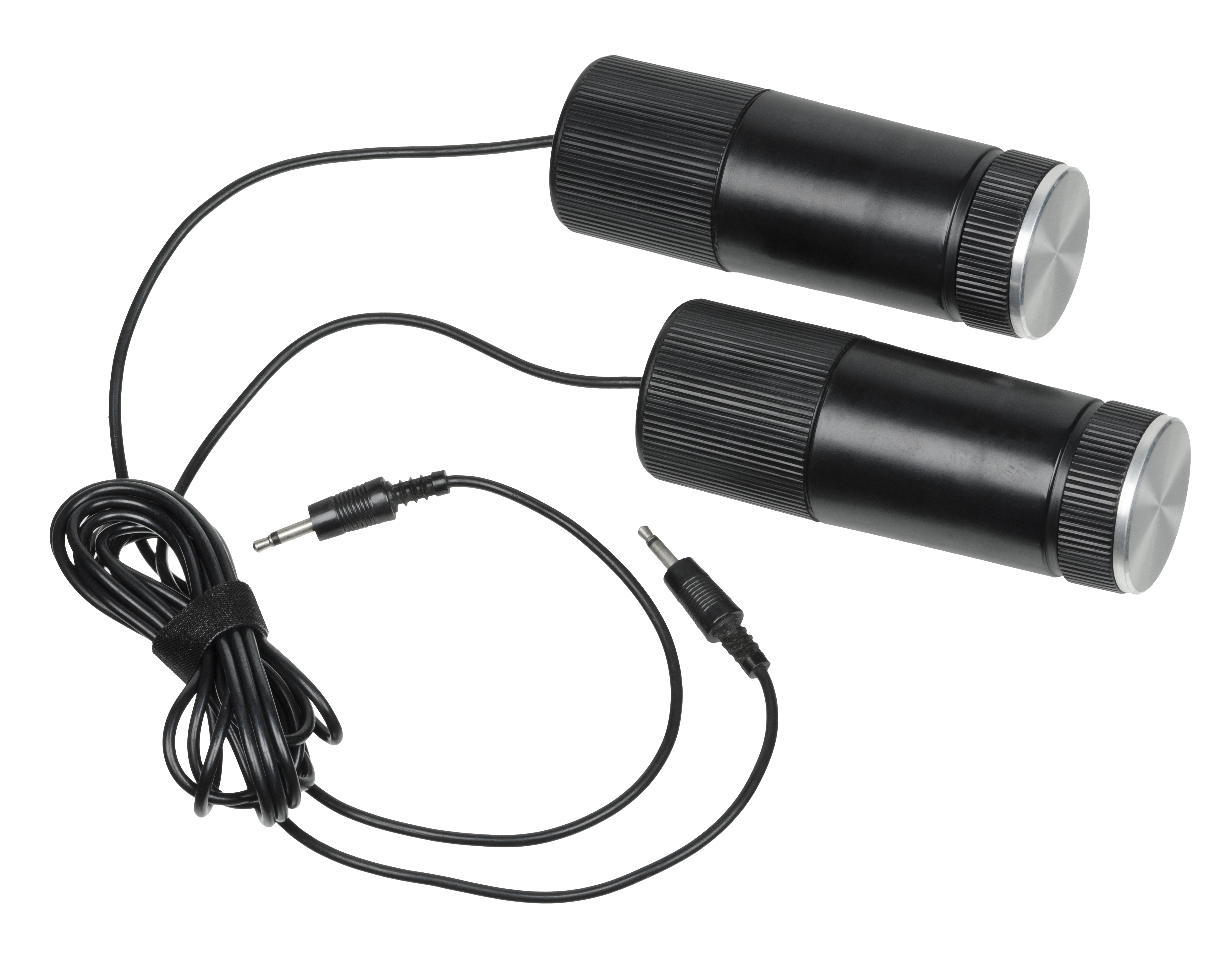
パドルコントローラー